# Kolčugino
Kolčugino (rusky Кольчугино) je město ve Vladimirské oblasti v Ruské federaci. Při sčítání lidu v roce 2010 mělo přes pětačtyřicet tisíc obyvatel.

## Poloha
Kolčugino leží na řece Pekše (přítok Kljazmy v povodí Volhy), na které je na severovýchodním konci města malá přehrada. Od Vladimiru, správního střediska celé oblasti, je vzdáleno zhruba 75 kilometrů na severozápad. Od Moskvy je vzdáleno 131 kilometrů na severovýchod. Blízká města jsou Alexandrov 40 kilometrů na západ a Jurjev-Polskij zhruba 30 kilometrů na severovýchod.

## Dějiny
Kolčugino vzniklo v roce 1871 pro dělníky vznikajícího průmyslu a nese jméno moskevského obchodníka Alexandra Grigorjeviče Kolčugina.
Od 20. března 1931 je Kolčugino městem.